# Хуммель, Иоганн Эрдман
Иоганн Эрдман Хуммель (нем. Johann Erdmann Hummel; 11 сентября 1769, Кассель, — 26 октября 1852, Берлин) — живописец немецкого бидермайера.

## Жизнь и творчество
И. Э. Хуммель учился в 1780—92 годах в Высшей художественной школе в Касселе. В 1792—99 годах он живёт в Италии, где близко сходится с группой немецких художников-пейзажистов, выступавших против господствовавшего тогда в живописи классицизма. Находясь в Риме, Хуммель пишет преимущественно полотна на мифологические сюжеты. В 1799 году он возвращается в Германию, некоторое время живёт в родном Касселе, однако затем перебирается в Берлин, в котором уже остаётся до конца своих дней.
Художник работает в столице Пруссии как иллюстратор, создаёт гравюры по меди на темы из жизни Мартина Лютера, занимается портретной живописью. Характерными для его творчества являются типичные для художников немецкого бидермайера, тщательность в выписывании деталей и особая подчёркнутось перспективы на полотнах, что принесло ему прозвище «Перспективный Хуммель (Perspektiv-Hummel)». В 1809 году художник становится профессором перспективы, архитектуры и оптики в берлинской Академии художеств. В 1813 году он вступает в т. н. Берлинское общество беззаконных (Gesetzlose Gesellschaft zu Berlin) — элитарный мужской клуб, члены которого представляли политическую и культурную верхушку берлинского светского общества.
Работы И. Э. Хуммеля хранятся в крупнейших музеях Германии, в том числе в берлинской Национальной галерее.

## Галерея

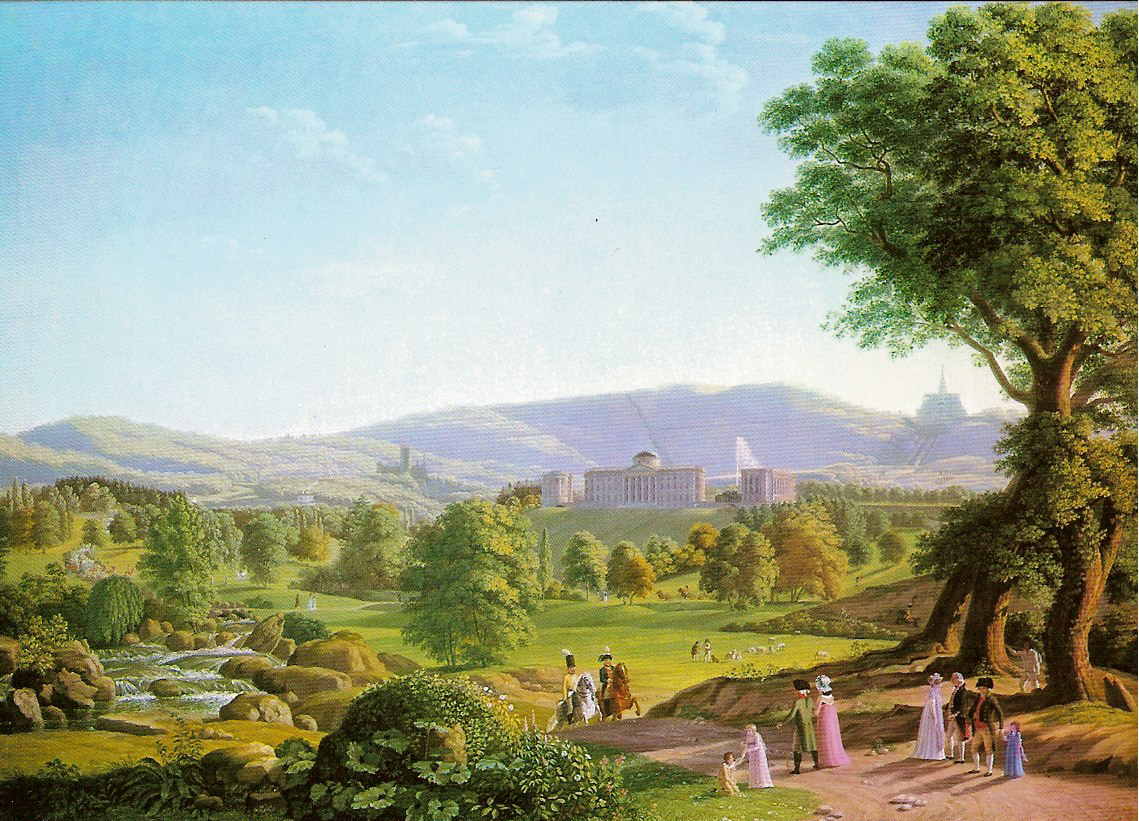
Дворец Вильгельмсхёэ (ок. 1800)
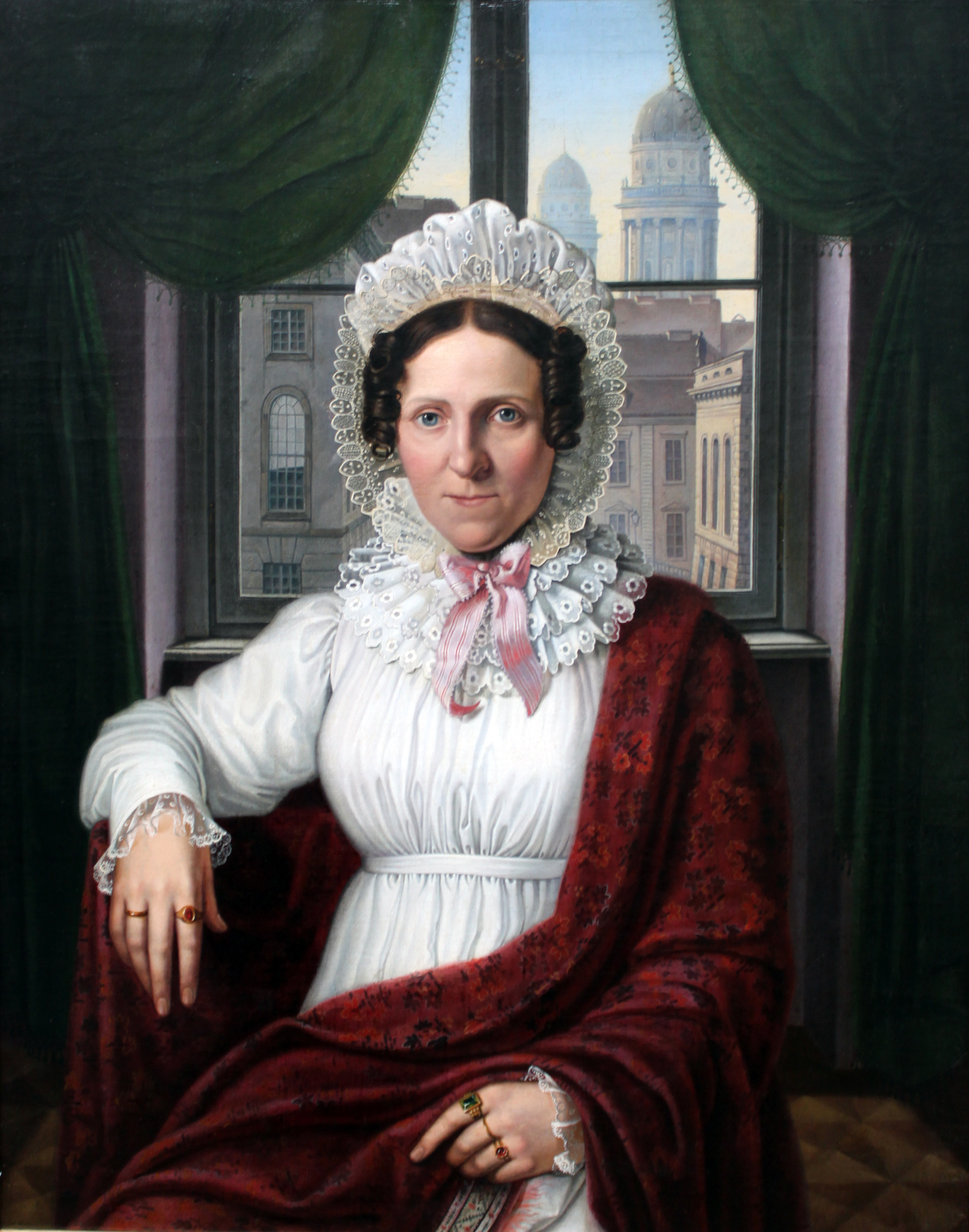
Луиза Мила, 1810
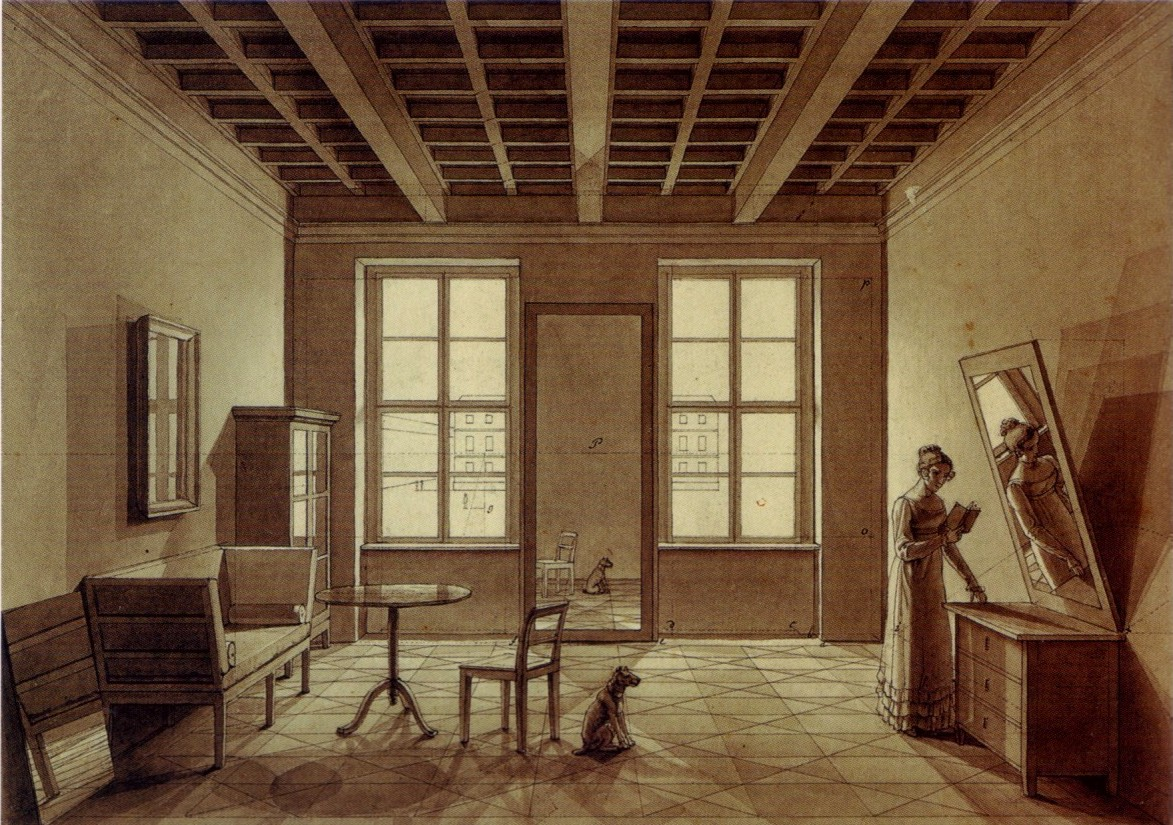
В комнате. Берлин (1820)
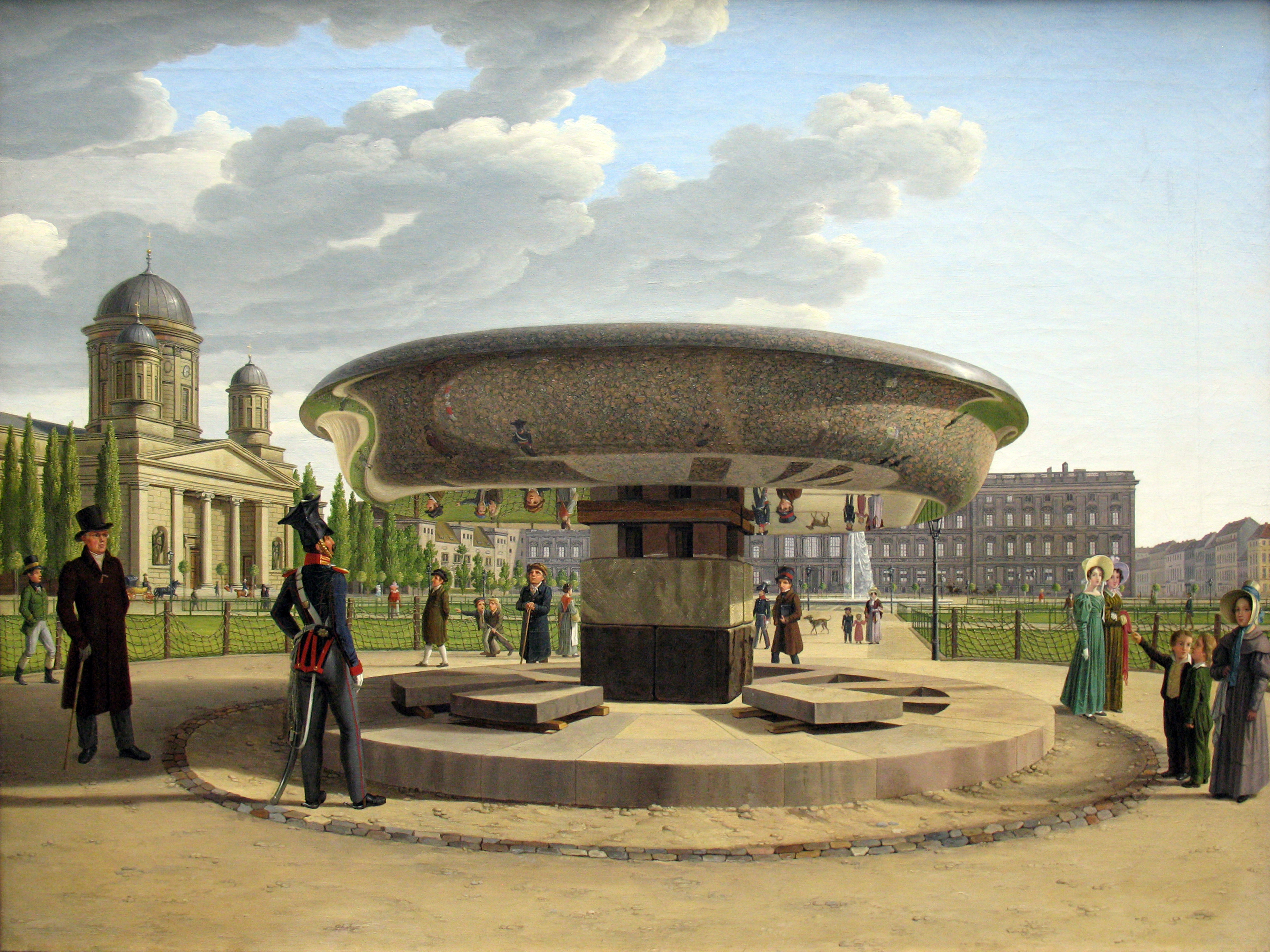
Гранитная чаша в берлинском парке Лустгартен (1831)
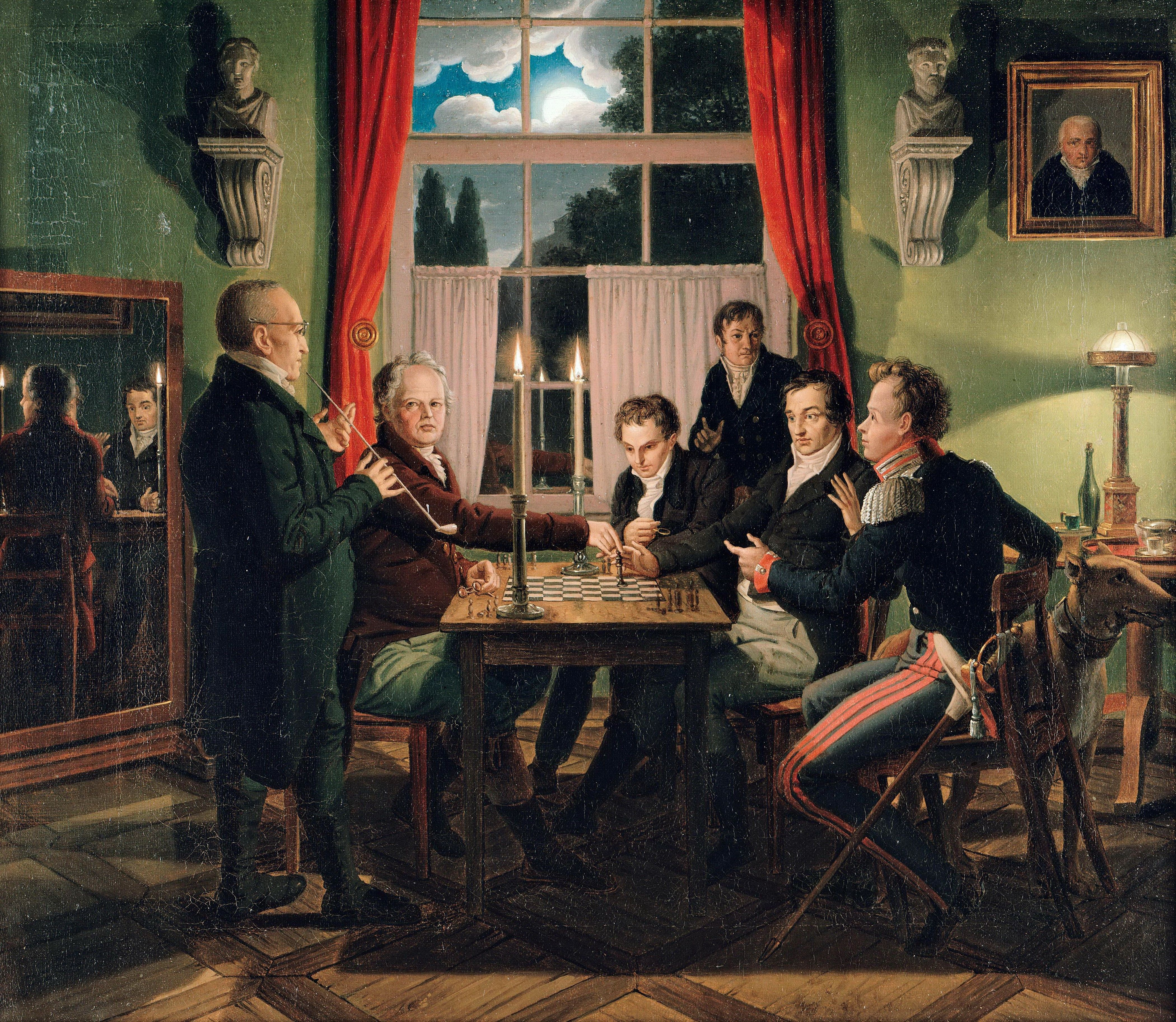
Партия в шахматы во дворце Фосс в Берлине (1818-1819)